# مبارزه زیر لحاف

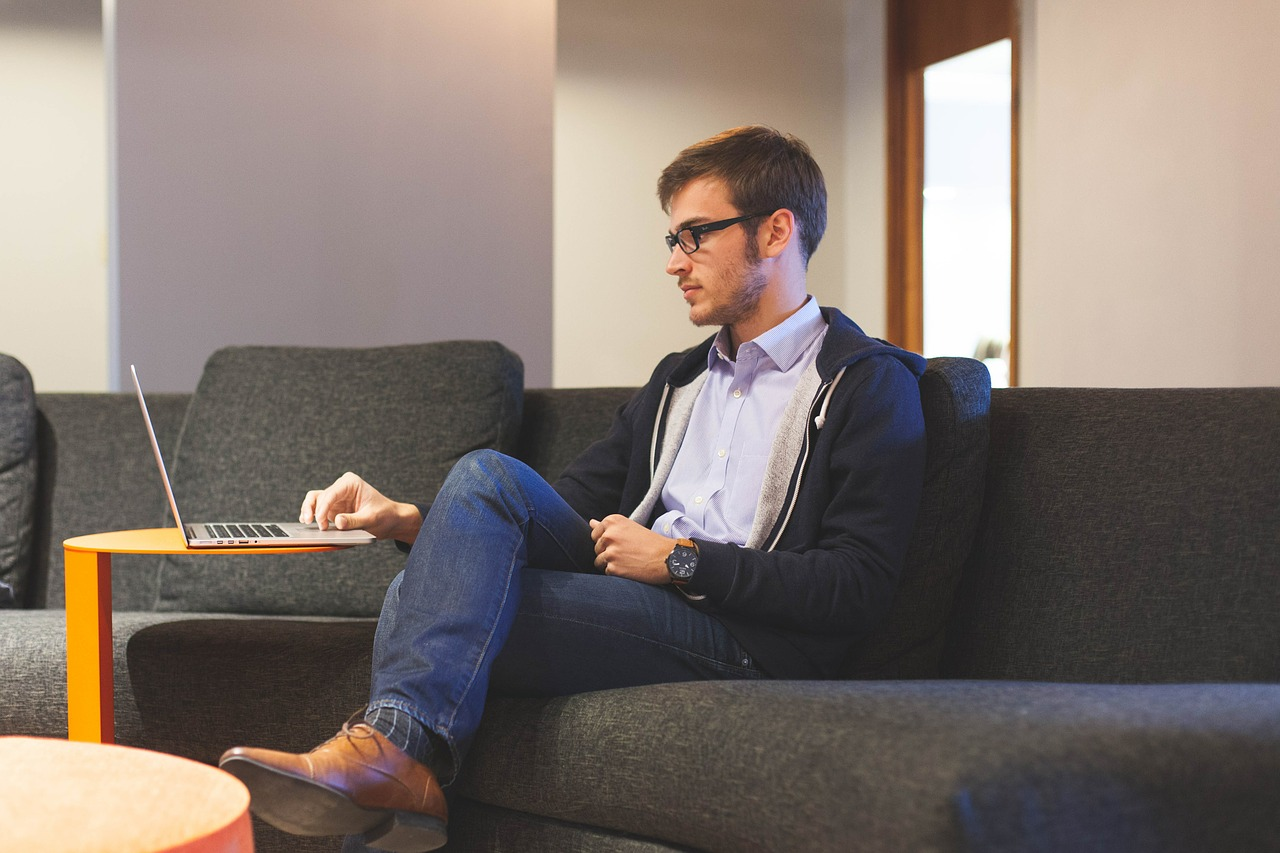
کنشگری کاناپه‌ای، فعالیتی اجتماعی است که می‌توان از روی کاناپه در خانه انجام داد.

مبارزه از زیر لحاف یا مبارزه از زیر پتو (به انگلیسی: Slacktivism)، واژه ترکیبی مشتق از دو واژه انگلیسی Slacker و Activism، واژه‌ای تحقیرآمیز در وصف فعالیت‌های اجتماعی مجازی‌ای است که به فرد احساس رضایت کاذب انجام عملی مثبت را می‌دهند، در حالی که تأثیر واقعی آن کار هیچ یا بسیار ناچیز است. چریک زیر پتو نیز از دیگر واژگانی‌ست که در همین رابطه در ادبیات و گفتار فارسی‌زبانان وجود دارد.
اغلب فعالیت‌هایی که به تلاش شخصی چندانی متکی نیستند را در گروه «مبارزه از زیر لحاف» قرار می‌دهند. نمونه‌هایی از چنین فعالیت‌هایی از این قرارند: امضاء عرض حال اینترنتی، پیوستن به گروه‌های مختلف و متعدد فیس بوک، رای‌دادن دسته‌جمعی در نظرسنجی‌های عوام‌گرا، استفاده از تصاویر مشخص با محتوای حمایت از گروه یا جنبشی خاص به عنوان نمایه شخصی در شبکه‌های اجتماعی، حمله مجازی به صفحات گوگلی و فیس بوکی مختلف با مشغول کردن آن‌ها، پوشیدن دستبند و کمربند با پیام سیاسی، مثبت و منفی دادن به صفحه‌ها یا ویدئوهای اینترنتی.